# Martin Duggen
Martin Duggen (* 8. Januar 1981) ist ein ehemaliger deutscher Basketballspieler. Während seiner Karriere kam er für die Paderborn Baskets zu 14 Einsätzen in der Basketball-Bundesliga.

## Karriere
Duggen spielte in der Jugend des SC Rist Wedel sowie als A-Jugendlicher dank eines Zweitspielrechts auch für die TSG Bergedorf. Er war als Jugendlicher ebenfalls ein talentierter Tennisspieler. Für seinen Heimatverein SC Rist Wedel, bei dem er mit Techniktrainer Ewald Schauer zusammenarbeitete, trat Duggen bis 2002 in der 2. Basketball-Bundesliga an, ehe er zu den Paderborn Baskets (ebenfalls zweite Liga) wechselte. Mit den Ostwestfalen feierte er 2006 nach einer Saison ohne Niederlage den Gewinn des Meistertitels in der 2. Bundesliga Nord und wurde nach dem Aufstieg während der Saison 2006/07 in 14 Spielen der Basketball-Bundesliga eingesetzt.
2007 zog er sich aus dem Profibereich zurück, spielte aber weiterhin leistungsbezogen, in der 1. Regionalliga Nord bei den Itzehoe Eagles, für die er zwei Spielzeiten absolvierte.
2010 kam es zur Rückkehr nach Paderborn, wo Duggen als „Sponsoring Manager“ für den Zweitligisten tätig wurde, zusätzlich für die zweite Herrenmannschaft des Vereins spielte und in der Saison 2010/11 zeitweilig in Paderborns Mannschaft in der 2. Bundesliga ProA aushalf. Ende des Jahres 2011 verließ er Paderborn aus beruflichen Gründen in Richtung Hamburg. In der zweiten Hälfte der Saison 2011/12 verstärkte er die Mannschaft der BG Halstenbek/Pinneberg in der 2. Regionalliga. Nach dem Ende seiner Leistungssportkarriere spielte er zeitweilig für die Seniorenmannschaft Ü35 seines Heimatvereins SC Rist Wedel und gewann mit dieser 2016 den deutschen Meistertitel in dieser Altersklasse.